# Cirebon
Cirebon – miasto w Indonezji na Jawie nad Morzem Jawajskim w prowincji Jawa Zachodnia u podnóża wulkanu Cereme.
Współrzędne geograficzne 6°43′S 108°34′E/-6,716667 108,566667; powierzchnia 3756 ha; 254 tys. mieszkańców (2005).
Port morski, ośrodek handlowy i wywozowy produktów regionu rolniczego: herbaty, ryżu, cukru, kawy, olejków eterycznych; przemysł spożywczy, chemiczny i włókienniczy. Lokalną specjalnością są krewetki.
Już w XIII w. istniała tu osada rybacka Muara Jati. Ze względu na doskonałe położenie zawijało tu wiele statków handlowych i miasto rozwijało się. Pod panowaniem holenderskim stało się także ważnym węzłem drogowym, a następnie kolejowym. W 1910 r. miało już powierzchnię 1100 ha i ok. 20 tys. mieszkańców.